# Hailey Rose
Hailey Rose es una película canadiense de comedia dramática, dirigida por Sandi Somers y estrenada en 2023. La película está protagonizada por Em Haine como Hailey, una joven que ha estado separada de su familia durante diez años después de haber sido culpada injustamente por la muerte de su padre en un accidente de pesca, quien debe regresar a su casa en Nueva Escocia y aceptar su pasado después de que su hermana Rose (Caitlynne Medrek) la llama para decirle que su madre Olga (Kari Matchett) ha muerto.
El elenco también incluye a Riley Reign como Syd, le compañere no binare de Hailey, así como a Billy MacLellan, Josh Cruddas, David Oulton, Francine Deschepper, Katerina Bakolias, Brian George, Ryan Willis, Bella Martin, Morgan Saunders, Eric Payne, Ian Wilson, Denise Somers y Sharleen Kalayil en papeles secundarios.
La película entró en producción en noviembre de 2022, en Chester y Hubbards, Nueva Escocia.

## Distribución
La película se estrenó en el Festival Internacional de Cine Cinéfest Sudbury de 2023. Posteriormente se proyectó en el Festival Internacional de Cine de Calgary 2023, Image+Nation y en el programa de Competencia Borsos en el Festival de Cine de Whistler de 2023.
La película se estrenó comercialmente en abril de 2024.